# Кашмир
Кашми́р (кашм. کٔشیٖر; догри कश्मीर; урду کشمیر‎; хинди कश्मीर; англ. Kashmir; уйг. كەشمىر‎; кит. 克什米尔) — спорная территория на северо-западе индийского субконтинента, исторически бывшее княжество Джамму и Кашмир в Гималаях. Раздел Кашмира не закреплён официальными соглашениями о границах. Сам Кашмир является очагом напряжения между занимающими его странами, прежде всего Индией и Пакистаном.
Кашмир граничит с Афганистаном на севере, Синьцзян-Уйгурским и Тибетским автономными районами Китая на востоке, штатами Индии Химачал-Прадеш и Пенджаб на юге и провинциями Пакистана Хайбер-Пахтунхва и Пенджаб на западе.
Сегодня Кашмир фактически разделён на две индийские союзные территории Джамму и Кашмир и Ладакх общей площадью 101 387 км² и населением 12,5 миллионов жителей; две пакистанские территории Азад-Кашмир и Гилгит-Балтистан общей площадью 85 500 км² и населением 4.6 млн жителей; и территорию Аксайчин под юрисдикцией КНР площадью 37 555 км² и несколькими тысячами жителей. Общая площадь Кашмира составляет 222 236 км².

## Этимология

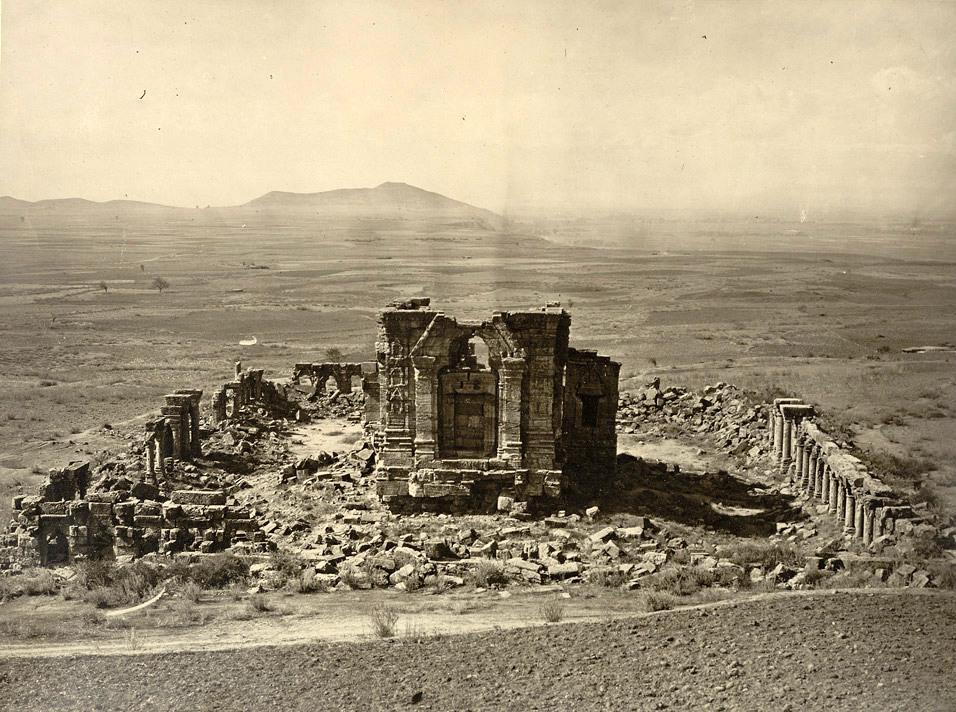
Храм Марттанда (солнца), у Бхавана, построен примерно в 490—555 году; колоннада 693—729 года. Фотография Джона Бурга, 1868.

В «Ниламате Пуране» сказано, что название Кашмир происходит от слов का kа «вода» и शिमिरि śimiri «высушить» и означает «Высушенная вода». Другая теория предполагает, что Кашмир является сокращением от Кашьяпа-мир (Кашьяпмир или Кашьяпмеру), что означает «море Кашьяпы» и «гора Кашьяпы». По легенде, мудрец Кашьяпа осушил озеро Сатисар на месте нынешней Кашмирской долины. Сама долина является олицетворением Умы. Ниламата Пурана сообщает, что название Каашмира предшествовало современному Кашмир. Тем не менее кашмирцы в речи говорят Кёшир, фонетическое сокращение от Каашмир, как заметил Аурель Стейн во введении к изданию исторической кашмирской хроники Раджатарангини.
В исторической кашмирской хронике «Раджатарангини», написанной Калханой в XII в., также сказано, что на месте Кашмирской долины было озеро. Оно было осушено великим мудрецом (риши) Кашьяпой, сыном Маричи, сыном Брахмы. Риши прорезал проход в горах у Барамуллы (Вараха-мула).
В английском языке также принято написание Cashmere — калька с Каашмир (но Кашмир — Kashmir).

## История
Истоки Кашмира идут от древнего торгового города Сринагар, расположенного в высокогорье передних Гималаев. В своей долгой и полной перемен истории город был перекрёстком караванных путей (в том числе исторического шёлкового пути) между Дальним Востоком, Средней Азией, Ближним Востоком и Южной Азией.
Север Кашмира был заселён преимущественно приверженцами ислама, юг — индуистами, а восток — буддистами. Однако в целом, как считается, конфессиям удавалось соблюдать необходимый баланс в отношениях и выработать общую идентичность.
В 1846—1947 гг. Кашмир был большим полунезависимым государством, которое британская колониальная администрация формально продала индуистским махараджам, этническим догра. В 1949 году в результате военного конфликта между Индией и Пакистаном Кашмир был разделён между ними примерно поровну и остаётся в таком состоянии по сей день. Конфликтная ситуация вокруг штата привела к индо-пакистанской войне 1965 года и Каргильскому конфликту 1999 года.

### Буддизм и индуизм в Кашмире

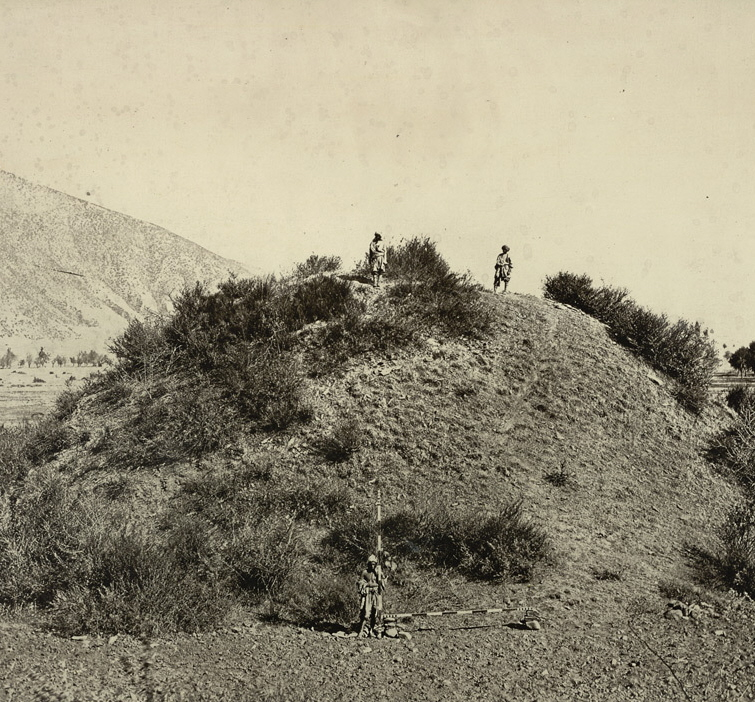
Руины буддийской ступы. около 500 года н. э.

Император-буддист Маурья Ашока по легенде основал старую столицу Кашмира Шринагари, сейчас это руины на окраине современного Сринагара. Кашмир долго оставался оплотом буддизма в Индии.
Согласно буддийским источникам, в Кашмире преобладала Сарвастивада. Восточные и центральноазиатские буддийские монахи описывали свои посещения Кашмира. В конце 4 века н. э. знаменитый кучанский монах Кумараджива, рождённый в знатной индийской семье, изучал Диркхагму и Мадхьягаму в Кашмире под руководством Бандхадатты. Он стал великим переводчиком, и благодаря его трудам буддизм распространился в Китае. Его мать Джива, скорее всего, вела уединённую жизнь в Кашмире. Вималакша, буддийский монах-сарвастивадин, путешествовал из Кашмира в Кучу и затем преподавал Кумарадживе Винайяпитаку.
Шанкара посетил храм IAST: Sarvajñapīṭha (Шарада Питх) в Кашмире в конце 8 или начале IX века н. э. Постановлением Мадхавия Шанкаравиджаям этот храм был открыт для учёных с четырёх сторон света. Южная дверь (обращённая на южную Индию) никогда не открывалась, и было написано, что ни один южноиндийский учёный не вступит в Сарваджна Питха. Ади Шанкара открыл южные двери и победил в диспуте всех философов школ Миманса, Веданта и других ветвей индийской философии; для Шанкары в храме установили Трон Запредельной Мудрости.
Абхинавагупта (около 950—1020 н. э.) был одним из величайших индуистских философов, мистиком и эстетиком. Он также считался музыкантом, поэтом, драматистом, толкователем священных текстов, теологом, и логиком — разносторонне развитым человеком, оказавшим огромное влияние на индийскую культуру.
Он родился в Кашмире в семье учёных и мистиков и изучал все школы философии и искусства, существовавшие в то время, под руководством 15 (или более) учителей и Гуру. За свою долгую жизнь он написал более 35 работ, самая известная из которых Тантралока, энциклопедический трактат о философских и практических аспектах Трика и Каула (сейчас говорят кашмирский шиваизм). Другая его работа по философии и эстетике называется Абхинавабхарати (Abhinavabhāratī) комментарий на Nāṭyaśāstra древнего мудреца Бхарата Муни.

### Контакты с Китаем
Во II—I веке до н. э. в Кашмир и сопредельные земли проникли послы китайского императора Хань У-ди и его наследников. Китайцы оставили описание земли Цзибиньго (罽賓國), которая примерно соответствует нынешнему Кашмиру. В 12 200 ли до Чанъани. После разгрома и миграции юэчжей подверглось завоеванию со стороны племён сай (塞), саков. Завоеватели скоро распались на несколько княжеств, частью зависимых. Земли ровны, климат мягкий. Растёт: люцерна, сорняки, различные деревья, сандаловое дерево, катальпа яйцевидная, бамбук, лаковое дерево и другие. Земледелие и садоводство развито, используют унавоживание. Много влаги в верхнем слое почвы, что позволяет растить рис. Даже зимой едят свежие овощи. Скотоводство: коровы, индийские буйволы, слоны, большие собаки, лошади «драконовой» породы (龍種馬), мартышки, павлины. Добыча жемчуга, кораллов, янтарь, яшма, мрамор, золото, есть стекло. Процветают ремёсла: резьба по дереву, строительство дворцов, выделка шёлковых и шерстяных тканей, хорошо готовят. Есть золотая, серебряная, медная и оловянная посуда. Есть рынки. Есть золотая и серебряная монета: аверс — всадник, реверс — лицо (царя?).
Первоначальные планы по вторжению Хань были отброшены из-за дальности расстояния и многочисленности жителей. Царь Утолао (烏頭勞) неоднократно убивал китайских послов. Его наследник Дай (代) отправил дары Императору. Был отправлен китайский офицер и ван решил погубить его. Офицер договорился с принцем Иньмофу (陰末赴) и убил царя. Впоследствии был отправлен Чжао Дэ (趙德), но Иньмофу заковал его в цепи, а членов посольства частью казнил. После он отправил извинения императору. Последовал разрыв отношений. При Чэн-ди обсуждалось восстановление связей, но Ван Фэн (王鳳) представил доклад в котором доказывалась бесперспективность поддержания связей с цзибинь и дальними владениями.
Во времена Тан (дипломатические отношения были формально установлены в 713 году) был распространён буддизм. У власти была династия Синне (馨孽). Столица располагалась в городе Болоулобуло (撥邏勿邏布邏) на берегу реки Минаси (彌那悉). Танским историкам была известна легенда о драконе, который раньше жил в озере, которое занимало раньше территорию Кашмира. В 720 году Тан признало местного раджу по имени Чженьтоло Мили (真陀羅秘利). После него назван раджа Тяньму (天木) и его брат Мудоби (木多筆). Последний отправил к танскому двору посла Улидо (物理多) и предложил танскому правительству совместные действия против Тибета, в случае если танские власти направят контингент в Балтистан, Кашмир сможет снабдить 200 000 человек припасами. Экспедиция впоследствии была осуществлена, хотя и в меньшем объёме.

### Правление мусульман

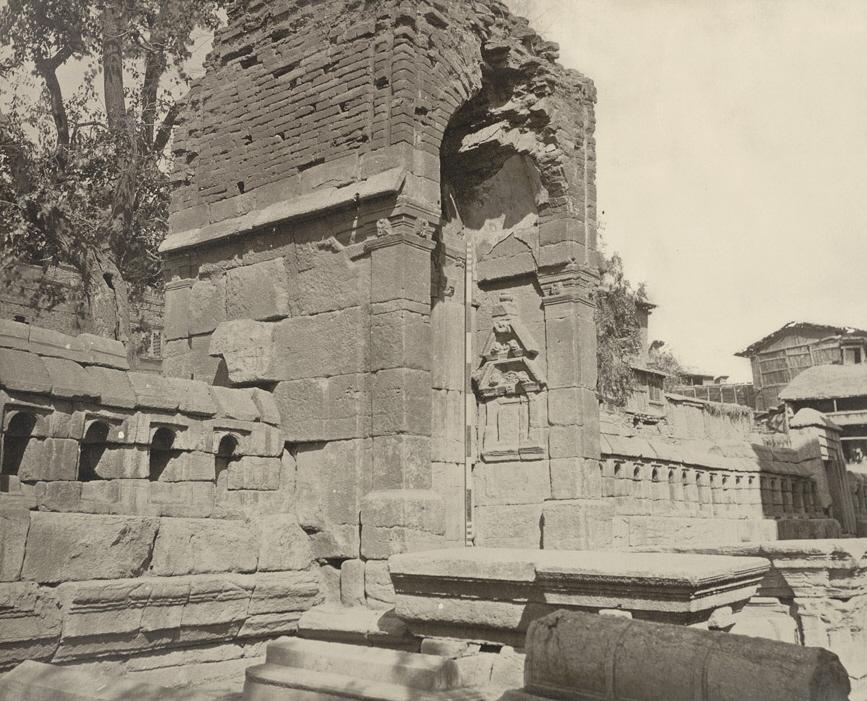
Врата в ограде, гробница (ранее индуистский храм) Зайн аль-Абидина, в Сринагаре. Датируется, вероятно, 400—500 н. э., 1868. Джон Бурк. Из собрания Восточного и Индийского отделения. Британская библиотека.

Мусульмане и индуисты Кашмира жили в относительной гармонии; с тех пор как суфийско-исламский образ жизни распространился в Кашмире, он сблизился с традициями Риши кашмирских пандитов. Это привело к тому, что в Кашмире синкретичная культура и мусульмане и индуисты часто почитают одни и те же святыни и молятся в одних и тех же святилищах. Знаменитый святой суфи Булбул Шах обратил Ринчана Шаха, который был князем Кашгара, в ислам. Ислам суфийского толка распространялся по караванным путям через Каракорумский хребет из Кашмира, через Ладакх в Уйгурию и обратно. В правление Ринчан Шаха мусульмане, индуисты и буддисты Кашмира жили мирно. Но со временем суфийское влияние стало уменьшаться и мусульманские князья стали править, руководствуясь Кораном.
В начале 14 века свирепые монголы Дулучи вторглись в Кашмир с севера, через перевал Зоджила, их было 60 000 человек. Как Тимур в Пенджабе и Дели, Дулуча прошёлся огнём и мечом, сжигая города и деревни и вырезая тысячи местных жителей. Он почти уничтожил индуистское правление в Кашмире. Раджа Шахадев стал править в Кашмире. При его правлении три человека, Шах Мир — лидер племён долины Сват на границе с Афганистаном, Ринчен из Ладака, и Ланкар Чак из дардского Гилгита, эти правители стали сильно влиять на кашмирскую политику. Они считались джагирами по отношению к Шахадеву. После Шахадева Ринчен три года правил Кашмиром.
После Шамс-уд-Дин Шахмир Свати стал первым мусульманином-правителем Кашмира и основателем династии Шах-Мири (Свати). Джонараджа, названый в Раджатарангини Сахамера, выходец из долины Сват, сыграл важную роль в Кашмирской политике. Шахмир правил три года и в 1339 провозгласил династию Свати.
Наследником Шахмира стал Джамшид, он был свергнут своим братом Али Шером через несколько месяцев, и его брат стал править как Ала-ад-Дин.
Некоторые кашмирские правители, такие как султан Зайн аль-Абидин, называемый просто Баадшах («Царь») (п.1423-1474) и Акбар I Великий были терпимы к разным верам. Но всё же, некоторые правители проявляли нетерпимость, например Султан Сикандер Бут-Шикан кашмирский (1389—1413). Тарикх-и-Фиришата упомянул, что Сикандер преследовал кашмирских индуистов и запретил въезд всех не-мусульман в Кашмир. Он приказал переплавить «золотые и серебряные идолы». Тарикх-и-Фиришата говорит: «Многие Брахманы предпочли отравить себя, чтобы не принимать чужую веру; другие покинули родные дома, многие бежали. После их уезда Сикандер приказал ломать кашмирские храмы. Уничтожая индуистские изображения, он получил титул ‘Разрушитель Идолов’».
Метрическая хроника царей Раджатарангини, опубликованная Горасом Вильсоном, названа «Историей» в широком смысле. О хронике упомянуто в 1588, когда войска Акбара вторглись в Кашмир, копию хроники подарили императору. Он приказал перевести её с санскрита на персидский. Краткий пересказ хроники дан Абулом Фазлом в Айн-и-Акбари. Раджатарангини написана Калханой в середине 12 века. Его хроника в 6 книгах базировалась на ныне утраченных источниках.
Раджатарангини стала первой из четырёх хроник Кашмира. Раджатарангини описывает правителей с самых древних времён и до Санграма Дева, (1003—1028). Вторая работа, Джонараджа, повторяет хронику Калханы, доводя историю до Зайн аль-Абидина, 1412 года. П. Шривара присоединил к хронике Фах Шаха в 1486 году. Четвёртая работа, Раджавалипатака, Праджня Бхатты, завершает историю вступлением Кашмира в Могольскую державу императора Акбара, в 1588.

### Сикхское правление и княжество
К середине XIX века Кашмир вышел из-под контроля Дурранийской империи, и четыре века правления мусульман Моголов и афганов окончились, и Кашмир завоевали сикхи. Ранее, в 1780 году, после смерти Ранджит Део, раджи Джамму, княжество Джамму (южнее кашмирской долины) было захвачено сикхами Ранджит Сингх Лахорского и к 1846 Кашмир склонился перед властью сикхов. Племянник Ранджит Део, Гулаб Сингх, впоследствии служил у Ранджит Сингха, отличился при вторжении сикхов в Кашмир 1819 году, и был назначен губернатором Джамму 1820. С помощью своего офицера, Зоравал Сингха, Гулаб Сингх смог покорить Ладакх и Балтистан.
В 1845 году Первая англо-сикхская война разрушила равновесие, и Гулаб Сингх умудрился держаться в стороне до собраонской битвы (1846), когда он стал советником и доверенным лицом Сэра Генри Лоренса. Два договора были заключены, по первому государство Лахор (то есть Западный Пенджаб) переходило Британии, по второму отходили все холмистые и горные регионы восточнее Инда и западнее Рави" (то есть Кашмир) Гулабу Сингху. Гулаб Сингх умер в 1857, и его сын, Ранбир Сингх, присоединил княжества Хунза, Гилгит и Нагар к царству.
Княжество Кашмир и Джамму (тогда его назвали так) образовалось между 1820 и 1858 годами и было «несколько искусственно в составе и не с неразвитыми последовательными связями, что частично объясняется разностью происхождения, и частично, как результат автократичного правления, которое оно пережило при Империи». Оно сочетало различные регионы, религии, и этносы: на востоке Ладакх — этнически и культурно тибетский и населённый буддистами; на юге Джамму — смесь индуистов, мусульман и сикхов; а в густонаселённой Кашмирской долине большинство было суннитским, хотя, было и индуистское меньшинство, то есть, Кашмири брахманы или пандиты; на северо-востоке, редкое население Балтистана было родственно ладакхцам, но исповедовавшие шиизм; на севере, также малонаселённый, Гилгит, в основном шиитский; и, на западе мусульманский Пунч, но этнически отличный от Кашмира. После Восстания сипаев 1857 года, в котором Кашмир был на стороне Британии, и был передан в британское правление, Кашмир был передан «Короне».

### 1947—1948 годы

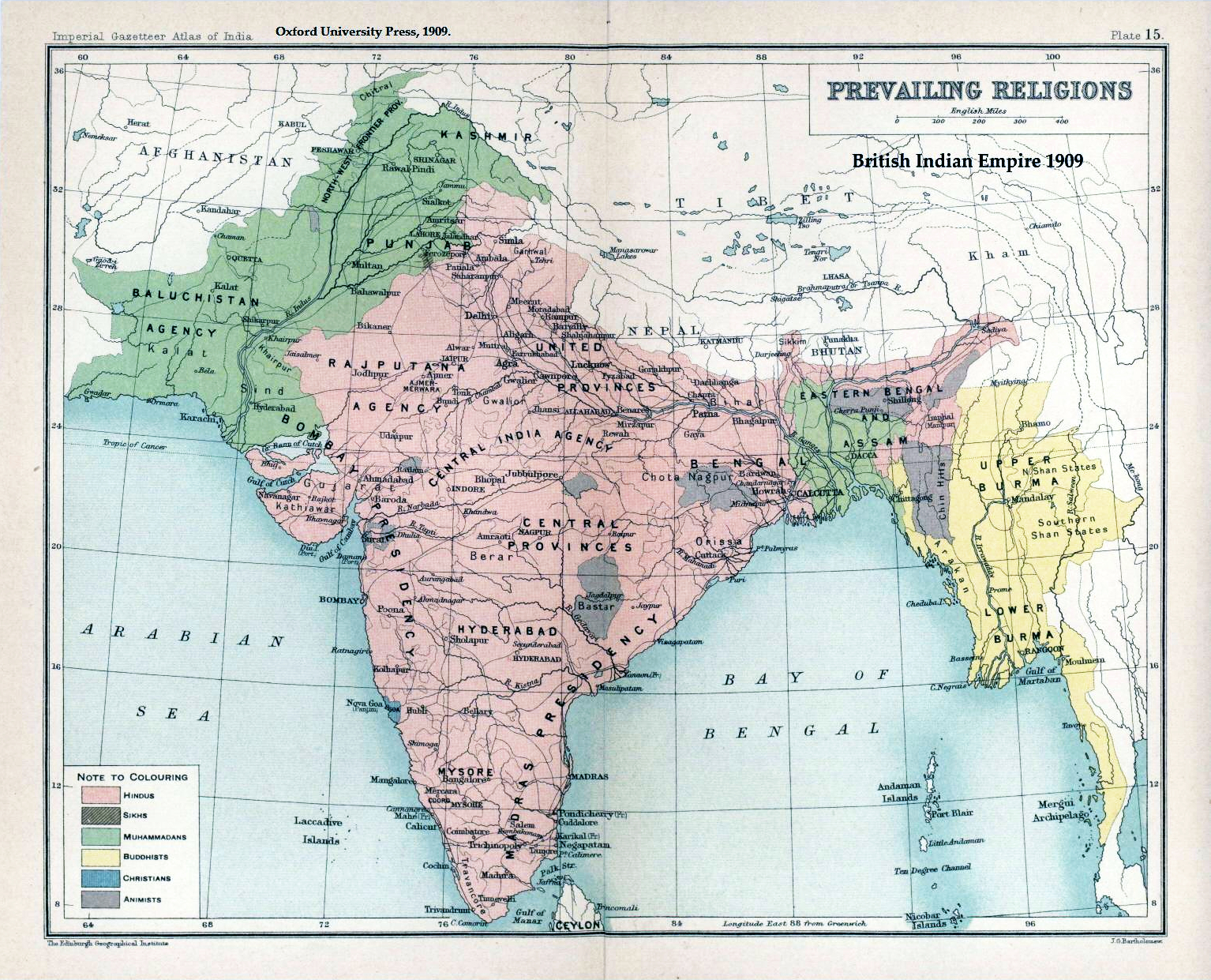
Распространение религий в британской Индии. По переписи 1901 года.

Внук Рамбира Сингха Хари Сингх унаследовал трон Кашмира в 1925 и в 1947 при разделе британской Индии стал независимым монархом. Было установлено, что правители княжеств будут выбирать: присоединяться ли им к Индии или Пакистану или остаться независимыми. В Кашмире было 77 % мусульман, но и во внутренних областях было много не-мусульман, и Кашмир лежит между Индией и Пакистаном. Ожидалось, что 14/15 августа, когда британцы уйдут, махараджа выберет Пакистан. Когда он отказался сделать это, пуштуны проникли в Кашмир и начали партизанскую войну с целью надавить на правителя. Тогда махараджа обратился к Маунтбеттену за помощью, и генерал-губернатор согласился при условии присоединения Кашмира к Индии. Махараджа подписал Акт о присоединении, «Индийские солдаты вошли в Кашмир и очистили его от всех пакистанских военных соединений, кроме небольшого участка. ООН предложило своё посредничество. Решением ООН Индии рекомендовали провести в Кашмире референдум, но Индия отказалась, мотивируя тем, что Кашмир всё ещё не очищен от Пакистанских партизан».
В самом конце 1948 года ООН договорилась со сторонами о прекращении огня; тем не менее плебисцит так и не был проведён, отношения Индии и Пакистана ухудшились, что привело к ещё двум войнам 1965 и 1999 годов. Индия контролировала примерно половину бывшего княжества; Пакистан контролирует 1/3 региона, Гилгит-Балтистан и Азад Кашмир. В соответствии с энциклопедией «Британника», «Хотя в 1947 году в Кашмире преобладали мусульмане и наглядно видно, что по географическому положению, культуре и экономике он близок к Пенджабу, но политические изменения привели к разделу Кашмира. Пакистану досталась территория, хоть и населённая мусульманами, но малонаселённая и экономически неразвитая. Большие мусульманские группы оказались на контролируемой Индией территории, где составляют около половины населения, они оказались отрезанными от Пакистана с тех пор, как Индия перекрыла дороги в долине Джелама».

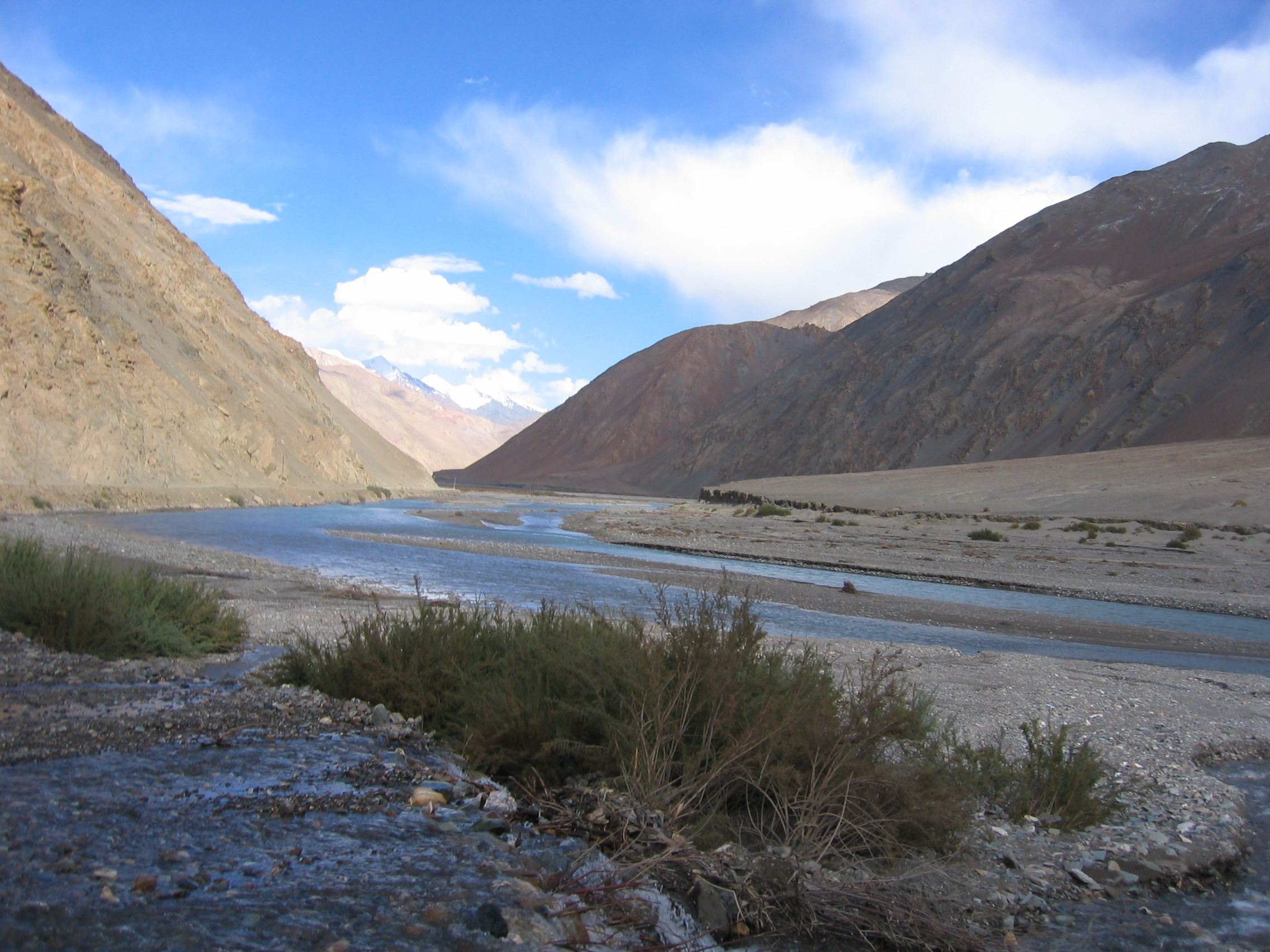
Река Каракаш (Река чёрного нефрита) вытекает из источника близ поселения Сумде в Аксайчине, пересекает Куньлунь.

Совет Безопасности ООН 20 января 1948 принял Резолюцию 39, чтобы создать специальную миротворческую комиссию. По итогам работы комиссии 21 апреля 1948 принята Резолюция 47, установившая, что пакистанская армия отступила из Джамму и Кашмира и необходим плебисцит, решающий судьбу региона. Но пока Пакистан не отказался от оккупации Азад Кашмира, референдум невозможен, и, следовательно, резолюция бессильна.

### После 1948 года
К 1 января 1949 года боевые действия были прекращены, а в августе под эгидой ООН была проведена Линия прекращения огня, разделившая Кашмир на две части — подконтрольные, соответственно, Индии и Пакистану. Под пакистанский контроль попало 77,5 тыс. км² — почти половина княжества.
Между тем выборы в Джамму и Кашмире привели к избранию мусульманского лидера Шейха Абдуллы, и его партии Национальная конференция. Абдулла, в целом, поддерживал Индию. Выборы в Учредительное собрание были назначены в Сринагаре на 31 октября 1951 года. Тогда Учредительное собрание ратифицировало Соглашение о присоединении к Индийскому союзу 6 февраля 1954 и Президент Индии дополнил Конституцию (Приложение о ДиК) в соответствии со статьёй 370 Конституции, позволяющей расширять государство. Конституция штата вступила в силу 26 января 1957, в том же году были проведены выборы в Законодательное собрание штата. Конституция также подтверждала присоединение штата к Индии.
Из территории Кашмира, находящейся под пакистанским контролем, большая часть земель была выделена в особое Агентство северных территорий в составе Пакистана со столицей в городе Гилгит, а в составе Азад Кашмира осталось лишь 2169 км² в виде узкой полосы вдоль Линии прекращения огня. Резиденцией правительства Азад Кашмира стал небольшой городок Музаффарабад. Азад Кашмир имеет статус территории Пакистана. Это квазигосударственное образование формально имеет даже свои вооружённые силы.
Восточная часть прежнего княжества также стала предметом пограничного спора. В конце XIX — начале XX века, хотя и существовали некоторые пограничные соглашения Британской империи, Афганистана и России по поводу северных границ Кашмира, но Китай так и не присоединился к этим соглашениям, и позиция Китая остаётся неизменной. К середине 50-х годов армия КНР заняла северо-восточные районы Ладака.
«К 1956—1957 они провели дорогу через Аксай-Чин, чтобы перевозить военную технику и военных из Синьцзяна и западного Тибета. Индия узнала об этом слишком поздно и в октябре 1962 началась Китайско-индийская пограничная война».
После индо-китайской войны 1962 года пакистанское руководство начало переговоры с КНР о демаркации границы в Кашмире. В 1963 году, после подписания пакистано-китайского пограничного соглашения, у Китая оказалась, как полагают индийцы, часть законной индийской территории (в дополнение к тому, что Китай оккупировал Аксай-Чин, ещё одну часть Кашмира, с начала 1950-х годов).
Во время Второй индо-пакистанской войны 1965 года, которая началась из-за секретной операции Пакистана, пытавшегося вызвать восстание в контролируемой Индией части Кашмира, боевые действия велись как в Кашмире, так и за его пределами. Они не выявили победителя и война завершилась вничью после вмешательства ООН. 10 января 1966 года при посредничестве Советского Союза на переговорах в Ташкенте (Узбекистан) были заключены мирные соглашения.
В 1971 году произошла третья, самая крупная, индо-пакистанская война. Она окончилась капитуляцией пакистанских войск в Восточном Пакистане, отторжением от Пакистана этой провинции и провозглашением там независимого государства Бангладеш. Бои шли и в Кашмире, хотя там ни одной из сторон не удалось добиться решающего успеха. Летом 1972 года в городе Симла в Индии главы обоих государств подписали соглашение, которое закрепило результат войны и согласно которому стороны обязались впредь разрешать все спорные вопросы мирным путём. По соглашению, в Кашмире была установлена Линия контроля, почти совпавшая с Линией прекращения огня 1949 года.
В конце 1980-х годов обстановка в Джамму и Кашмире сильно обострилась на фоне общего социально-экономического упадка. Там резко активизировалась деятельность сразу нескольких террористических организаций, требовавших «свободы оккупированного Индией Кашмира» под исламскими лозунгами. Эти устремления нашли горячую поддержку в лице пакистанского руководства, которое стало снабжать боевиков оружием и предоставило им на своей территории лагеря для подготовки. В действиях террористических групп значительное участие принимали и афганские моджахеды.
Наряду с подрывными акциями засылаемых из Пакистана боевиков произошли столкновения регулярных войск Индии и Пакистана на Линии контроля в 1984—1987 годах на высокогорном леднике Сячэн близ китайской территории. Линия контроля не проходит по этому леднику (по соглашению 1949 года Линия прекращения огня должна была устанавливаться «до ледников»), таким образом он является фактически территорией с неопределённым статусом.
С 1987 по 2001 годы в Кашмире практически не было ни дня без обстрела погранзастав той или иной стороны, нередко с применением артиллерии, или вооружённой вылазки боевиков. В 1990 года в Джамму и Кашмире в связи с резкой эскалацией деятельности боевиков было введено прямое президентское правление и в штат были введены индийские войска численностью до 20 дивизий. К 2001 году в результате почти беспрерывных схваток с боевиками и террористических актов Индия потеряла более 30 тысяч военнослужащих и мирных жителей (в Пакистане же говорят о, по меньшей мере, 70 тысячах кашмирцев, погибших «от рук индийских варваров» и «многотысячных» потерях индийских военнослужащих). Пакистан официально постоянно отрицал свою причастность к происходившему в штате Джамму и Кашмир, заявляя лишь о моральной поддержке «борцов за свободу Кашмира» и о «нарушениях прав человека» и «притеснениях мусульман» в Кашмире в частности и всей Индии в целом.
В 1995 году правительство Индии начало уделять повышенное внимание развитию хозяйства штата Джамму и Кашмир, в сентябре 1996 года впервые прошли выборы в Законодательное собрание штата. Социальная база боевиков начала сужаться, и если раньше большую часть боевиков составляли местные жители, то к концу 1990-х годов до 70 % боевиков были пакистанцами и афганцами.
В мае 1999 года начался беспрецедентный с 1971 года рост напряжённости в Кашмире. До тысячи боевиков, проникнувших из Пакистана, преодолели Линию контроля в пяти секторах. Отбросив небольшие гарнизоны индийских погранзастав, они укрепились на индийской стороне, взяв под контроль ряд тактически важных высот. Боевиков прикрывала пакистанская артиллерия, ведшая огонь через Линию контроля. Так началась Каргильская война. Этот конфликт окончился победой индийцев, поскольку им к концу июля 1999 г. удалось отбить практически все территории, захваченные боевиками в первые дни боёв.
Крайне высокая напряжённость на границе Индии и Пакистана сохранялась и после каргильских боёв. Произошедший 10 августа 1999 года инцидент едва не привёл к новым столкновениям. Тогда два индийских МиГ-21 сбили в приграничной зоне пакистанский патрульный самолёт «Атлантик-2», весь экипаж которого — 17 человек — погиб. После этого другой индийский МиГ был обстрелян пакистанскими зенитными ракетами. До сих пор не выяснены все обстоятельства этого происшествия, и каждая из сторон утверждает, что сбитый самолёт находился в её воздушном пространстве.
С февраля 2000 года возобновились стычки на Линии контроля, хотя Индия и объявляла с ноября 2000 по конец мая 2001 года мораторий на военные операции против исламских боевиков в Кашмире. Пакистан также инициировал объявление моратория на боевые действия со стороны одной из основных исламских кашмирских вооружённых группировок — «Хизб-уль-Муджахедин».
В мае 2001 года глава Пакистана П. Мушарраф в ответ на приглашение посетить Индию дал принципиальное согласие нанести такой визит. Эта встреча на высшем уровне завершилась безрезультатно, поскольку ни одна из сторон не пожелала отойти от своей давно известной позиции по кашмирской проблеме. Тем не менее, сам факт проведения встречи был уже заметным шагом вперёд, поскольку стороны признали возможность вести диалог друг с другом и проявили желание возобновить прерванный переговорный процесс.
Однако после встречи на Линии Контроля возобновились перестрелки между регулярными частями обеих стран, несколько затихшие после окончания Каргильского кризиса. В октябре в Кашмире произошло несколько терактов, а после нападения 13 декабря группы боевиков на здание индийского парламента в Дели Индия, обвинившая Пакистан в пособничестве террористам, начала спешно перебрасывать к границе и Линии контроля войска. Весь декабрь 2001 и январь 2002 года оба государства вновь балансировали на грани войны.
В мае 2002 года положение в Кашмире обострилось снова. Индия и Пакистан были ближе к войне, чем когда-либо после Каргильского конфликта. Три четверти сухопутных сил Индии и практически все сухопутные силы Пакистана были подтянуты к границе. Ситуацию удалось разрядить во многом благодаря активной позиции мирового сообщества, в первую очередь России и США.
В конце 2001 года в Джамму и Кашмире действовало примерно 6-10 тысяч вооружённых боевиков. Как правило, обострение обстановки в штате приходится на конец весны, поскольку в это время года освобождаются от снега горные проходы, через которые обычно происходит проникновение боевиков через Линию контроля. Они проникают обычно группами по 3-4 человека, объединяясь затем в более крупные подразделения по 20-30 человек. Часты случаи нападений на правительственные учреждения, полицейские участки и военные объекты, которые иногда перерастают в довольно крупные столкновения. В Джамму и Кашмире дислоцировано, по некоторым данным, до 300 тысяч индийских военнослужащих (почти третья часть всех сухопутных сил Индии), крупные силы полиции и военизированных формирований.
В докладе американских военных (2012), посвящённому ситуации на Северном Кавказе, отмечается сходство происходящего там с Кашмиром: «некогда националистическая и сепаратистская повстанческая деятельность трансформировалась в джихадистское движение».
Кашмирский конфликт продолжает оставаться одной из самых острых проблем в современных международных отношениях и его урегулирование представляется крайне непростым и длительным процессом.

## Текущее состояние и политическое разделение
Из-за территориального спора Кашмир делят три страны: Пакистан контролирует северо-запад (Гилгит-Балтистан и Азад Кашмир), Индия контролирует центр и юг (Джамму и Кашмир и Ладакх), и Китайская Народная Республика контролирует северо-восток (Аксайчин и Транс-Каракорумский тракт). Индия контролирует большую часть Сиачена, включая хребет Салторо, а Пакистан контролирует юго-западные области у Салторо. Индия контролирует 101 338 км² на спорной территории, Пакистан 85 846 км² и Китай 37 555 км².
Джамму и Азад Кашмир лежат за хребтом Пир-Панджал, и соответственно находятся под индийским и пакистанским контролем. Это густонаселённый регион. Основные города Джамму: Джамму и Музаффарабад, основные города Азад Кашмира: Мирпур, Дадаял и Равалакот.
Гилгит-Балтистан, ранее Северные Территории — земли на крайнем севере Кашмира, ограниченные Каракорумом, Западными Гималаями, Памиром, и Гиндукушем. Административный центр в городе Гилгит. Гилгит-Балтистан занимает 72 971 км² (28 174 ми²) и населён примерно 1 000 000 человек. Другой центр области — Скарду.
Кашмирская долина расположена между Гималаями и горной цепью Пир-Панджал. Главный город — Сринагар, столица территории Джамму и Кашмир.
Ладакх — территория на востоке, между хребтом Каракорум на севере и Большими Гималаями на юге. Главные города — Лех и Каргил. Ладакх под контролем Индии и имеет статус союзной территории. Он имеет очень редкое население, главным образом тибетского и индо-арийского происхождения.
Аксайчин — высокогорная пустыня с солёными почвами, достигает высоты 5000 метров. Географически часть Тибетского плато, Аксайчин называют содовой равниной. Практически необитаем.
Индия и Пакистан претендуют на все территории Кашмира, находящиеся под их контролем. Индия претендует также на области, переданные Пакистаном Китаю по тракту в 1963, а Пакистан претендует на весь регион, кроме Аксайчина и тракта. Случилось несколько территориальных конфликтов. Первая индо-пакистанская война установила нынешние линии контроля. Вторая индо-пакистанская война перечеркнула достижения комиссии ООН по урегулированию конфликта.

## География

### Природа

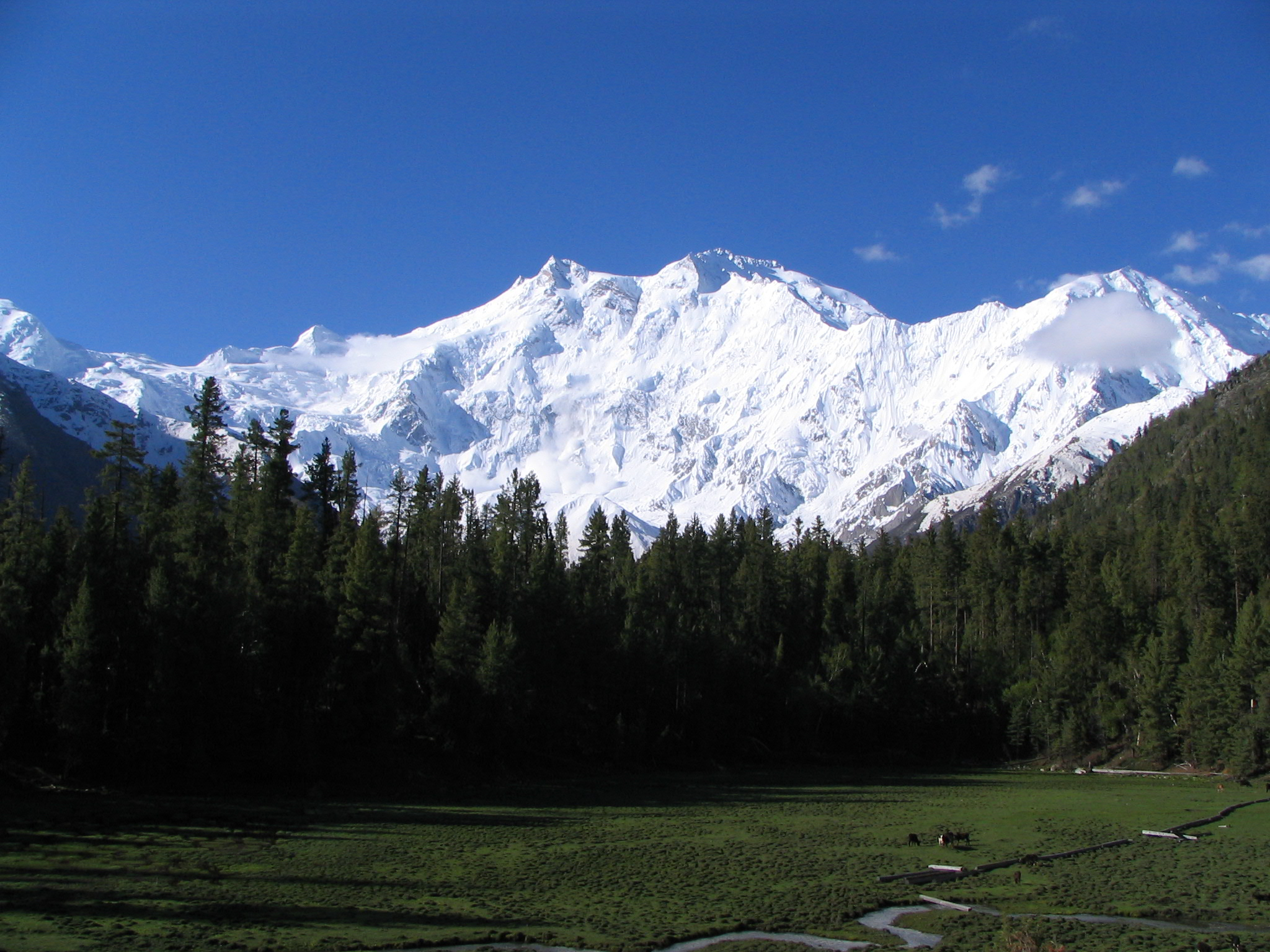
Нангапарбат. Труднейший подъём со стороны Гилгит-Балтистана в северном Кашмире.

Кашмир условно делится на несколько природных областей, каждая из которых характеризуется своими геологическими и климатическими особенностями.
Крайний юго-запад Кашмира занимает небольшая часть Пенджабской равнины, где преобладают неплодородные почвы, практически непригодные для земледелия.
На северо-востоке равнину сменяют отроги Предгималаев (Сиваликский хребет) высотой до 600—700 м над уровнем моря, а затем Малые Гималаи, представленные хребтом Пир-Панджал с самой высокой точкой — горой Татакути (4743 м).
Между Пир-Панджалом и Главным Гималайским хребтом (высшая точка — гора Нункун, 7135 м) простирается Кашмирская долина — обширная межгорная котловина длиной около 200 км, шириной свыше 40 км и высотой днища около 1600 м над уровнем моря. Она является самой густонаселённой областью Кашмира. Долина богата озёрами, крупнейшие из которых — Вулар и Дал. Там же протекает судоходная река Джелам, на берегу которой находится Сринагар — столица и крупнейший город союзной территории Джамму и Кашмир.

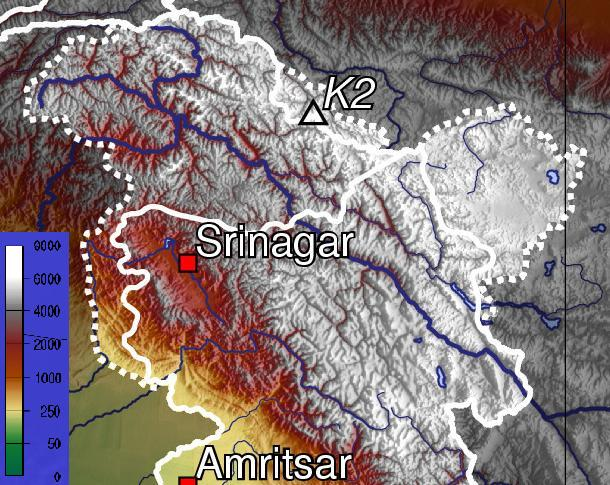
Топографическая карта Кашмира.

На востоке от Больших Гималаев тянется нагорье Ладакх — труднодоступная и малоизвестная область (также именуемая Малый Тибет), прорезанная долиной верхнего Инда. Ладакх связывает Гималаи с Каракорумом.
Каракорум — вторая по высоте горная система мира (средняя высота около 5500 м) — насчитывает восемь вершин выше 7500 м. Из них восьмитысячник Чогори, известный также как К-2 (8611 м), по высоте уступает только Эвересту.
Крайний восток Кашмира занимает плато Аксай Чин, находящееся во владении Китая.

## Кашмирская долина

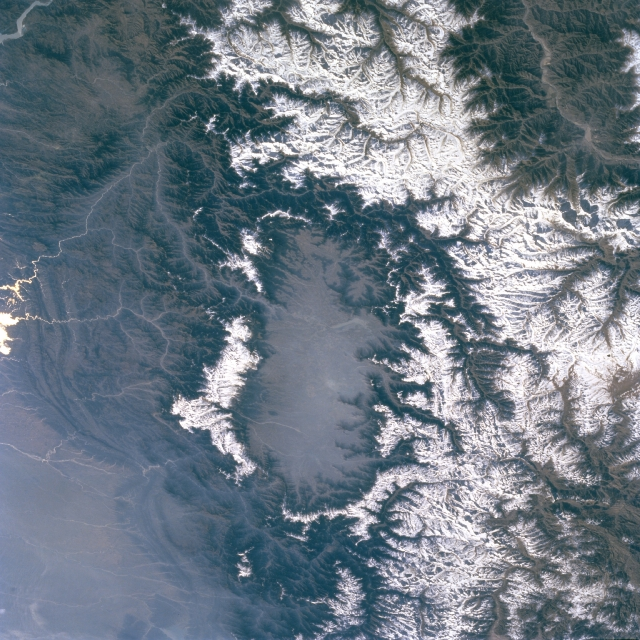
Кашмирская долина со спутника. Виден Пир-Панджал, отделяющий долину от равнин.

Кашмирская долина или Долина Кашмира — долина в Гималаях и Пир-Панджале. Её протяжённость 135 км и 32 км в ширину, сформирована Джеламом. Джахангир называл её «Рай на Земле». 4 миллиона человек, в основном мусульмане, населяют долину в настоящее время.
Долина полностью под контролем Индии в союзной территории Джамму и Кашмир. Сринагар — главный город и летняя столица. Другие важные города Анантнаг и Барамулла. Они стали местом конфликта 1989 года. Долина сообщается с остальной Индией через Бинихалский туннель около Казигунда на автомагистрали 1А, идущей через Джамму, чтобы не зависеть от зимних снегопадов на перевале. Туристы часто посещают такие места, как Гульмарг, Бод-Дал, Пахалгам, Амарнатх и другие.

## Население
По переписи 1901 года индийских владений Британской Империи, мусульманами записались 74,16 % населения княжества Кашмир и Джамму, индуистами 23,72 % и буддистами 1,21 %. Индуисты сосредоточены в Джамму, где их около 70 %. В Кашмирской долине мусульман 95,6 % и индуистов 3,24 %. Показатели остались довольно стабильными за прошедшие 100 лет. Сорок лет спустя, в 1941 году, перепись Британской Индии показала 93,6 % мусульман и 4 % индуистов в Кашмирской долине. В 2003, доля мусульман в долине составляла 95 % и индуистов 4 %; в тот же год в Джамму это соотношение было 60 % индуистов и 30 % мусульман.
По переписи 1901 года Кашмир и Джамму населяло 2 905 578 человек. Из них 2 154 695 — мусульмане (74,16 %), 689 073 — индуисты (23,72 %), 25 828 — сикхи и 35 047 — буддисты.
Мусульмане разделены на четыре сословия (квази-касты), различного происхождения: Шейх, Сеид, Могол, и Патан. Шейхи, в основном, происходят от индусов высших каст, принявших ислам. Они имели клановые имена, называемые крам..." Известные крамы: «Тантр», «Шейх», «Бхат», «Манту», «Ганай», «Дар», «Дамар», «Лон» и т. д.. Сеиды могут быть разделены на тех, кто профессионально занимается религией, и занятых в сельском хозяйстве и ремесле. Их крам — «Мир». К имени сеида «мир» добавляется как префикс, если он служит; и как аффикс, если работает. Могол имеют крам «Мир» (искажённое «Мирза»), «Бег», «Банди», «Бач» и «Ашайе». Наконец, известно, что патаны-пуштуны «более многочисленные, чем Моголы, … живут в юго-западной части долины, где пуштуны расселялись время от времени. Интересны Куки-кхел африды из окрестностей Дрангхаихамы, говорящие на чистом пушту и хранящие старые обычаи». Главными племенами мусульман-кашмирцев названы Бутты, Дары, Лоны, Джаты, Гуджджары, Раджпуты, Судханы и Кхатри. Небольшое число Бутов, Даров и Лонов использует титул Кхаваджа, Кхатри используют титул Шейх, Джаты титул Чаудхари. Это не пришельцы, а коренные кашмирцы, принявшие ислам, хотя некоторые семьи этих племён остались индуистами.
Индуисты сосредоточены в Джамму, где их 60 % с небольшим от всего населения. В Кашмирской долине индуистов «524 на каждые 10 000 населения (то есть 5,24 %), а на вазараттах на границе с Ладаком и Гилгитом только 94 на каждые 10 000 населения (0,94 %)». По переписи 1901 года в Кашмирской долине всего записано 1 157 394 человек, из них мусульман 1 083 766, и 93,6 % и индуистов 60 641. Индуистов в Джамму 626 177 (или 90,87 %), наиболее распространённые касты: «Брамины (186 000), Раджпуты (167 000), Кхаттри (48 000) и Тхаккары (93 000)».
По переписи 1911 года Кашмир и Джамму населяло 3 158 126 человек. Из них 2 398 320 (75,94 %) были мусульманами, 696 830 (22,06 %) индуистами, 31 658 (1 %) сикхами и 36 512 (1,16 %) буддистами. По переписи 1941 года, всего население Кашмира и Джамму было 3 945 000. Из них мусульмане 2 997 000 (75,97 %), индуисты 808 000 (20,48 %) и сикхи 55 000 (1,39 %).
Политолог Александр Эванс оценил, что 100 000 из 700 000 из кашмирских индуистов или брахманов, называемых Кашмирские пандиты, не имели кастовой системы как ведийские арийские индусы (Кашмир назван родиной многих племён индийских ариев), и они покинули Джамму и Кашмир, тогда как 300 000 вынужденных переселенцев размещены в Джамму и Удхампуре, опасаясь насилия со стороны мусульман. Книга фактов ЦРУ, в главе посвящённой Индии, говорит о около 300 000 убитых и бежавших кашмирских пандитов и 35 000 изнасилованных и украденных женщинах, несмотря на присутствие с 1947 года полумиллионной индийской армии.
| Подчинение | Территория        | Население  | % мусульман | % индуистов | % буддистов | % других |
| --- | ----------------- | ---------- | ----------- | ----------- | ----------- | -------- |
| Индия | Кашмирская долина | ~4 000 000 | 95 %        | 4 %*        | —           | —        |
| | Джамму            | ~3 000 000 | 30 %        | 66 %        | —           | 4 %      |
| | Ладакх            | ~250 000   | 50 %        | —           | 46 %        | 3 %      |
| Пакистан | Азад Кашмир       | ~2 600 000 | 100 %       | —           | —           | —        |
| | Гилгит-Балтистан  | ~1 000 000 | 99 %        | —           | —           | —        |
| Китай | Аксай-Чин         | —          | —           | —           | —           | —        |
| - Статистика BBC По докладу Архивная копия от 23 июля 2017 на Wayback Machine. - Около 135 000 индуистов/мусульман в индийском Кашмире — Внутренне перемещённые лица из-за конфликта. - CIA Архивная копия от 11 июня 2008 на Wayback Machine |                   |            |             |             |             |          |

## Культура и кухня

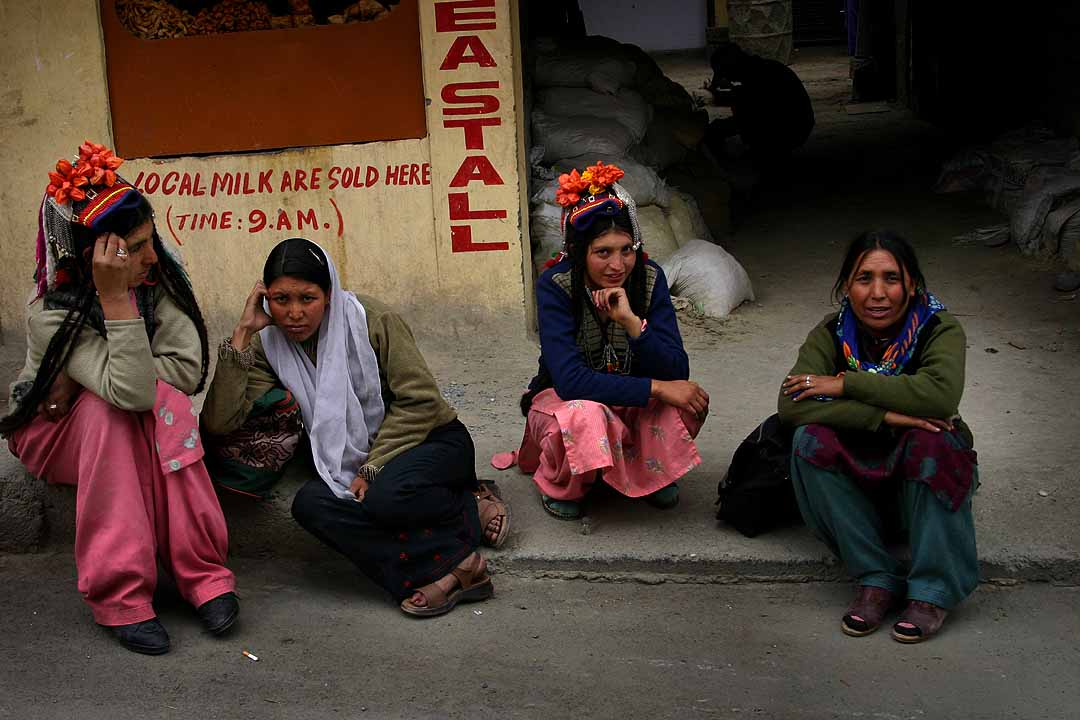
Женщины из народа брокпа в национальных костюмах. Каргил, северный Ладакх

Кашмирская кухня включает дум-алу (отварной картофель с огромным количеством специй), тзаман (твёрдый сыр), роган джош (баранина со специями), якьин (баранина, приготовленная в твороге с небольшим количеством специй), лакх (листья наподобие шпината), риста-гуштаба (фрикадельки с томатом и творогом посыпанным карри), данивал-корм и, естественно, рис. Традиционный вазван готовят на празднике, который длится несколько дней, тогда жарят овощи и мясо, обычно баранину, повара могут выбирать рецепт по своему усмотрению.
В большинстве мест алкоголь запрещён. Чай готовят двумя разными способами: нун-чай или солёный чай, получается розового цвета (называют чаем персикового цвета) и кашмирцы часто пьют его; и кахвах — праздничный чай с шафраном, специями (кардамон, корица), сахаром и несколькими видами чайных листьев.

## Экономика

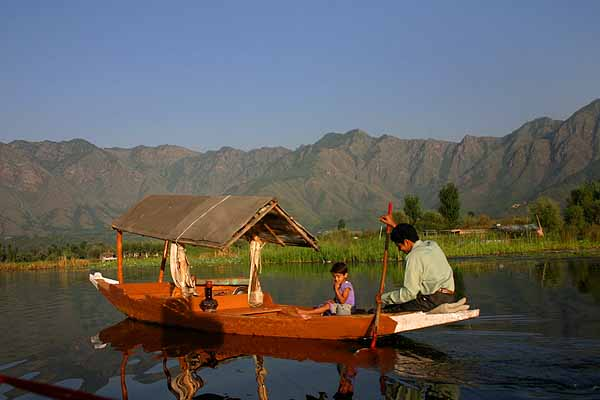
Туризм является важным источником дохода для многих кашмирцев. Знаменитое озеро Дал в Сринагаре.

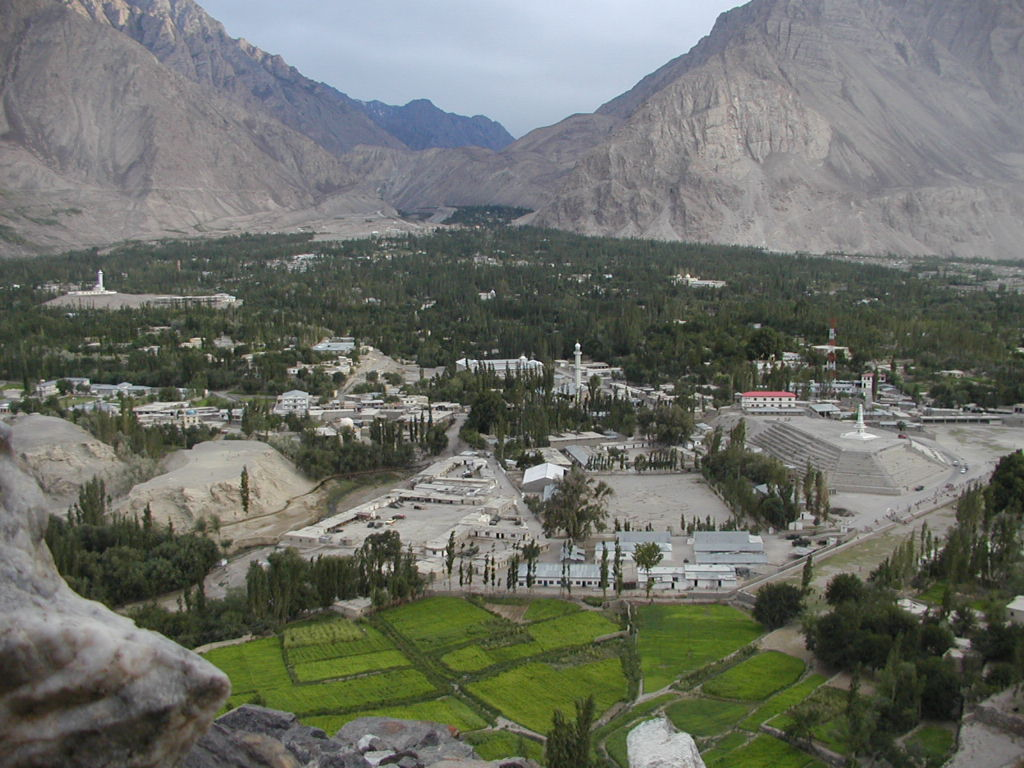
Скарду в Гилгит-Балтистане, отправная точка для альпинистов и всех желающих посетить Каракорум.

Кашмир в основном сельскохозяйственная провинция. Традиционно основной культурой является рис, который является основным продуктом питания кашмирцев. Также выращивают кукурузу, пшеницу, ячмень и овёс. Умеренный климат даёт возможность вырастить спаржу, артишок, катран приморский, бобы, фасоль, свёклу, цветную и обычную капусты. В Кашмирской долине растут фруктовые деревья: груши, яблоки, персики и вишни. Кедр гималайский преобладает в лесах вместе с сосной, чинарой, клёном, берёзой, орехом, яблоней и вишней.
Исторически Кашмир стал всемирно известным, когда кашемир стал экспортироваться в разные страны (сейчас экспорт упал из-за сокращения стад и конкуренции со стороны Китая). Кашмирцы умелые ткачи, изготавливают шерстяные шали, шёлковые и обычные ковры, куртки. Гончарное дело также значимо в Кашмире. Шафран выращивают на экспорт. Правительство поощряет экспорт овощей и фруктов, так как сейчас кашмирские фермеры могут получить дополнительные доходы, продавая органические продукты (Organic food) на Ближний Восток и в европейский мир. Сринагар славится своими ювелирами (серебро), Папье-маше, резьбой по дереву и ткачами по шёлку.
Землетрясение в Кашмире (2005) повредило экономике региона. Число жертв в Пакистане около 70 000 и в Индии 1500 человек.
Индийский Кашмир обладает запасами углеводородов.

## История туризма в Кашмире
В XIX веке Кашмир привлёк туристов своим мягким климатом. Тогда Кашмир посещало около 200 туристов в год. Кроме индусов в Кашмир стали свободно проезжать европейские спортсмены и путешественники. Железная дорога на Равалпинди открыла быстрый доступ в Сринагар — центр Кашмирской долины. Когда в начале июня в Сринагаре становилась жарко, обеспеченные англичане и индусы перебирались в Гульмарг — курорт, ставший летней «столицей» Кашмира во времена Британской Индии. Увеличение туристов привело к ограничению спортивной охоты в Кашмире. Другим известным курортом стал Равалакот.

### На русском языке
- Кашмир // Энциклопедический словарь Брокгауза и Ефрона : в 86 т. (82 т. и 4 доп.). — СПб., 1890—1907.
- Пуляркин В. А., Кашмир. Москва, 1956 год,
- Пессель М., Заскар. Мск., 1985 год.

### На английском языке
- Blank, Jonah. "Kashmir-Fundamentalism Takes Root, " Foreign Affairs, 78,6 (November/December 1999): 36-42.
- Drew, Federic. 1877. "The Northern Barrier of India: a popular account of the Jammoo and Kashmir Territories with Illustrations; 1st edition: Edward Stanford, London. Reprint: Light & Life Publishers, Jammu. 1971.
- Evans, Alexander. Why Peace Won’t Come to Kashmir, Current History (Vol 100, No 645) April 2001 p. 170—175.
- Hussain, Ijaz. 1998. «Kashmir Dispute: An International Law Perspective», National Institute of Pakistan Studies.
- Irfani, Suroosh, ed «Fifty Years of the Kashmir Dispute»: Based on the proceedings of the International Seminar held at Muzaffarabad, Azad Jammu and Kashmir August 24-25, 1997: University of Azad Jammu and Kashmir, Muzaffarabad, AJK, 1997.
- Joshi, Manoj Lost Rebellion: Kashmir in the Nineties (Penguin, New Delhi, 1999).
- Khan, L. Ali The Kashmir Dispute: A Plan for Regional Cooperation Архивная копия от 22 мая 2011 на Wayback Machine 31 Columbia Journal of Transnational Law, 31, p. 495 (1994).
- Knight, E. F. 1893. Where Three Empires Meet: A Narrative of Recent Travel in: Kashmir, Western Tibet, Gilgit, and the adjoining countries. Longmans, Green, and Co., London. Reprint: Ch’eng Wen Publishing Company, Taipei. 1971.
- Köchler, Hans. The Kashmir Problem between Law and Realpolitik. Reflections on a Negotiated Settlement Архивная копия от 2 апреля 2010 на Wayback Machine. Keynote speech delivered at the «Global Discourse on Kashmir 2008.» European Parliament, Brussels, 1 April 2008.
- Lamb, Hertingfordbury, UK: Roxford Books,1994, "Kashmir: A Disputed Legacy.
- Moorcroft, William and Trebeck, George. 1841. Travels in the Himalayan Provinces of Hindustan and the Panjab; in Ladakh and Kashmir, in Peshawar, Kabul, Kunduz, and Bokhara… from 1819 to 1825, Vol. II. Reprint: New Delhi, Sagar Publications, 1971.
- Neve, Arthur. (Date unknown). The Tourist’s Guide to Kashmir, Ladakh, Skardo &c. 18th Edition. Civil and Military Gazette, Ltd., Lahore. (The date of this edition is unknown — but the 16th edition was published in 1938).
- Schofield, Victoria. 1996. Kashmir in the Crossfire. London: I B Tauris.
- Stein, M. Aurel. 1900. Kalhaṇa’s Rājataraṅgiṇī-A Chronicle of the Kings of Kaśmīr, 2 vols. London, A. Constable & Co. Ltd. 1900. Reprint, Delhi, Motilal Banarsidass, 1979.
- Younghusband, Francis and Molyneux, Edward 1917. Kashmir. A. & C. Black, London.
- Norelli-Bachelet, Patrizia. «Kashmir and the Convergence of Time, Space and Destiny», 2004; ISBN 0-945747-00-4. First published as a four-part series, March 2002 — April 2003, in 'Prakash', a review of the Jagat Guru Bhagavaan Gopinath Ji Charitable Foundation.  Архивная копия от 28 сентября 2007 на Wayback Machine
- Yakovlev A. Roots of Terrorism in India (Social, Religious and Political). New Delhi, 2011.
- Muhammad Ayub. An Army; Ita Role & Rule (A History of the Pakistan Army from Independence to Kargil 1947—1999) Rosedog Books, Pittsburgh, Pennsylvania USA 2005. ISBN 0-8059-9594-3.

### На русском языке
- Невероятная! Индия Джамму и Кашмир: туристическая информация
- Кашмирский конфликт Архивная копия от 29 сентября 2007 на Wayback Machine
- Asiatimes на русском языке Архивная копия от 3 февраля 2006 на Wayback Machine Кашмирский конфликт
- International Crisis Group доклады и брифинги по Кашмиру
- Кашмир и индо-пакистанские отношения Архивная копия от 25 августа 2014 на Wayback Machine

### На английском языке
- Instrument of Accession
- Наблюдатели Совбеза ООН в Кашмире Архивная копия от 14 мая 2008 на Wayback Machine
- Official website of the Jammu and Kashmir Government (Сайт индийского Кашмира)
- Official website of the Azad Jammu and Kashmir Government Архивная копия от 10 мая 2015 на Wayback Machine (Сайт пакистанского Кашмира)
- Письмо 1909 года. Баронесса Николсон о карте Кашмира
- Телеграмма 26 октября 1947 года от Неру британскому премьер-министру Архивная копия от 6 июля 2010 на Wayback Machine